# Legendele palatului: Tărâmul dintre vânturi
Tărâmul dintre vânturi (în engleză Kingdom of the winds) este un serial istoric sud-coreean difuzat pentru prima dată pe postul KBS2. În Romania a fost difuzat de TVR 1 sub numele Legendele palatuluiː Tărâmul dintre vânturi.